# Morlán
Morlán (llamada oficialmente Santa María de Morlán) es una parroquia española del municipio de Trazo, en la provincia de La Coruña, Galicia.

## Entidades de población
Entidades de población que forman parte de la parroquia:
- A Cuca
- A Irexe[3] (A Igrexa)
- A Ribeira
- A Roubada
- Gonselle de Abaixo
- Gonselle de Arriba
- Larín
- Morlán de Abaixo
- O Pedrido
- Piñeiro
- Souto de Abaixo
- Souto de Arriba
- Zabuceda

## Demografía
| Gráfica de evolución demográfica de Morlán entre 2000 y 2019 |
|                                                              |
| Datos según el nomenclátor publicado por el INE.             |